# Onderscheidingsteken voor Langdurige Dienst als Officier bij de Marine Stoomvaartdienst
Bij Koninklijk Besluit no. 40 van 10 maart 1905 werd door Koningin Wilhelmina der Nederlanden een apart kruis ingesteld voor de officieren van de Marine Stoomvaartdienst. De vorm was gelijk aan dat van het in 1844 ingestelde Onderscheidingsteken voor Langdurige Dienst als Officier maar kruis en de daarop geplaatste gesp zijn van zilver.Dat zilveren kruis is gelijk aan dat van de officieren van de in 1901 opgeheven schutterijen maar de schutters droegen het aan een egaal oranje lint.
De onderscheiding is nooit opgeheven maar in onbruik geraakt toen de Marine Stoomvaartdienst op 1 januari 1949 opging in de Koninklijke Marine.De officieren in de machinekamer werden ooit onwaardig geacht om hetzelfde ereteken te dragen als de langjarige zeeofficieren op de brug maar na 1949 werd deze achterstelling opgeheven.